# Fluctuat nec mergitur
Fluctuat nec mergitur é o lema da cidade de Paris, França.
O lema significa É sacudida pelas ondas mas não afunda e se refere à imagem do navio do brasão de armas de Paris, que é o símbolo da corporação dos Nautes ou dos comerciantes da água, administradores da cidade na Idade Média.
Ele foi oficializado em 24 de novembro de 1853, pelo Barão de Haussmann, prefeito do Sena na época.